# Kenneth Silverman
Kenneth Silverman, né à Manhattan le 5 février 1936 et mort le 7 juillet 2017, est un professeur émérite de l'université de New York et un lauréat du Prix Pulitzer des biographes.

## Œuvres
- The Life and Times of Cotton Mather, New York, Harper & Row, 1984 - prix Pulitzer des biographies 1984 et prix Bancroft de l'histoire américaine  (ISBN 9781566492065).
- A Cultural History of the American Revolution, Random House, 1986  (ISBN 9780375401282).
- Edgar A. Poe: Mournful and Never-ending Remembrance, New York, Harper Collins, 1991  (ISBN 0-06-016715-7).
- Houdini!!! The Career of Ehrich Weiss, 1997  (ISBN 006092862X).
- Lightning Man: The Accursed Life of Samuel B. Morse, Random House, 2003  (ISBN 9780375401282).